# Glymdrápa
Glymdrápa (o Drápa de din) es un poema escáldico compuesto por Þorbjörn Hornklofi hacia finales del siglo IX y cuenta varias batallas emprendidas por Harald I de Noruega, la mayoría durante su reinado en Noruega.
La obra está compuesta en métrica dróttkvætt, solo se han conservados siete estrofas completas y dos a medias, principalmente en la sagas Heimskringla (Haralds saga hárfagra). Glymdrápa se considera el poema más antiguo de alabanza a un rey (konungsdrápa) que ha llegado a nuestras manos.
El poema es muy pobre en aclarar localizaciones geográficas o puntos de referencia históricos, y las dos sagas que las citan, Heimskringla y Fagrskinna las interpretan de una forma completamente diferente. En Heimskringla, el poema explica la lucha de Haraldr contra el pueblo de Orkdal en el bosque de Oppdal (Uppdalsskógr), la primera y segunda batalla de Solskjell, la primera contra el rey Huntiof de Nordmøre, su hijo Solve Klove y su suegro Nokkve de Romsdal, la segunda contra Solve y sus aliados Arnvid de Sunnmøre y Audbjorn de Fjordane, quien gobernaba los fiordos (actualmente los distritos noruegos de Nordfjord y Sunnfjord), sus batallas contra los gotlandeses y finalmente su expedición occidental para luchar contra los vikingos, que lo llevaron hasta la isla de Man. Según cita la Fagrskinna, parte del poema recita los hechos de la batalla de Hafrsfjord que fue decisiva para la unificación de Noruega por Harald.